# Швеннинген (Хойберг)
Швеннинген (нем. Schwenningen) — община в Германии, в земле Баден-Вюртемберг.
Подчиняется административному округу Тюбинген. Входит в состав района Зигмаринген. Население составляет 1489 человек (на 31 декабря 2010 года). Занимает площадь 19,33 км².